# Jennifer Warling
Jennifer Warling (25 de marzo de 1994) es una deportista luxemburguesa que compite en karate, en la modalidad de kumite.
Ganó dos medallas en los Juegos Europeos, en los años 2019 y 2023, y tres medallas en el Campeonato Europeo de Karate entre los años 2014 y 2019.

## Palmarés internacional
| Juegos Europeos    | Juegos Europeos         | Juegos Europeos   | Juegos Europeos |
| Año                | Lugar                   | Medalla           | Prueba          |
| ------------------ | ----------------------- | ----------------- | --------------- |
| 2019               | Minsk (Bielorrusia)     | Medalla de bronce | –55 kg          |
| 2023               | Bielsko-Biała (Polonia) | Medalla de bronce | –55 kg          |
| Campeonato Europeo |                         |                   |                 |
| Año                | Lugar                   | Medalla           | Prueba          |
| 2014               | Tampere (Finlandia)     | Medalla de plata  | –55 kg          |
| 2015               | Estambul (Turquía)      | Medalla de bronce | –55 kg          |
| 2019               | Guadalajara (España)    | Medalla de oro    | –55 kg          |